# Xã Fairfield, Quận Huron, Ohio
Xã Fairfield (tiếng Anh: Fairfield Township) là một xã thuộc quận Huron, tiểu bang Ohio, Hoa Kỳ. Năm 2010, dân số của xã này là 1.218 người.